# ქ
Kʰani (asomtavruli Ⴕ, nuskhuri ⴕ, mkhedruli ქ) es la letra número 25 del alfabeto georgiano.
En el sistema de numeración georgiano tiene un valor de 600.
Kʰani representa comúnmente la oclusiva velar sorda aspirada.

## Letra

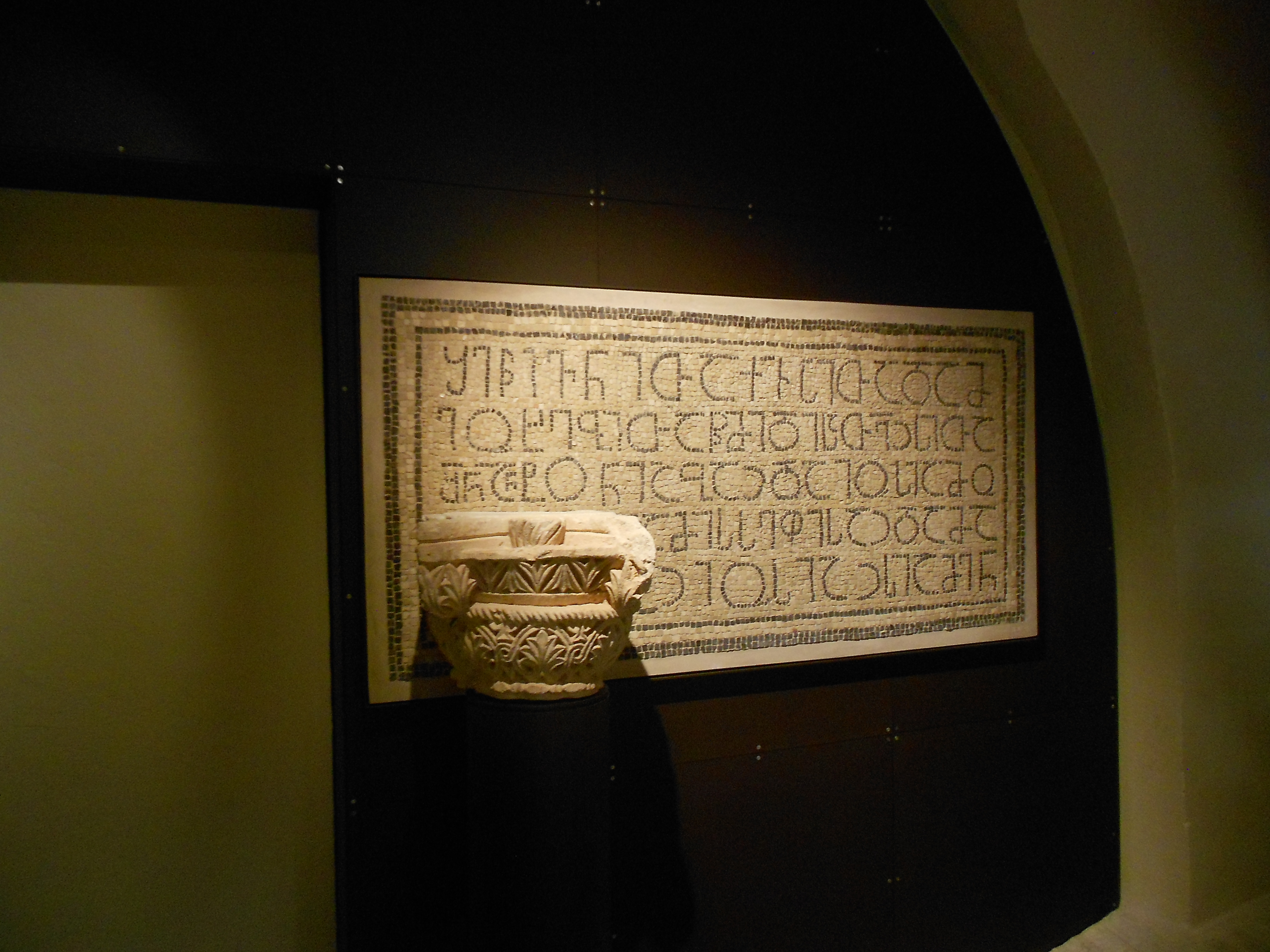
Inscripción 1 de Bir el-Qutt. Kani (Ⴕ) aparece en solitario justo en la mitad de la primera línea:
ႸႤႼႤႥႬႨႧႠ Ⴕ ჁႱႨႧႠ ႣႠ Ⴋ

El diseño original de kani, en asomtavruli, es el de una cruz latina cristiana, además esta letra se usa como cristograma, es decir como abreviatura de Cristo.
Ejemplo de este uso como abreviatura de Jesucristo son las inscripciones de Bir el-Qutt 1 y 3. Estos mosaicos son los testimonios más antiguos de escritura georgiana (año 430 d. C.) y fueron descubiertas en las ruinas de un monasterio georgiano en el desierto entre las ciudades palestina de Belén y Jerusalén.
| asomtavruli | nuskhuri | mkhedruli |
| ----------- | -------- | --------- |
|             |          |           |

## Codificación digital
| asomtavruli | nuskhuri | mkhedruli |
| ----------- | -------- | --------- |
| U + 10B5    | U + 2D15 | U + 10E5  |

## Braille
| mkhedruli |
| --------- |
|           |